# Calobatella mammillata
Calobatella mammillata är en tvåvingeart som först beskrevs av Friedrich Hermann Loew 1854.  Calobatella mammillata ingår i släktet Calobatella och familjen skridflugor. Inga underarter finns listade i Catalogue of Life.